# Nannaria laminata
Nannaria laminata är en mångfotingart som beskrevs av Hoffman 1949. Nannaria laminata ingår i släktet Nannaria och familjen Xystodesmidae. Inga underarter finns listade i Catalogue of Life.